# Борисовский (Новосибирская область)
Борисовский — посёлок в Ордынском районе Новосибирской области России. Входит в состав Петровского сельсовета.

## География
Площадь посёлка — 43 гектаров.

## Население
| 2002 | 2007 | 2010 |
| ---- | ---- | ---- |
| 97   | ↘94  | ↘50  |

## Инфраструктура
В посёлке по данным на 2007 год функционирует 1 учреждение здравоохранения.